# Северный Кыргызстан

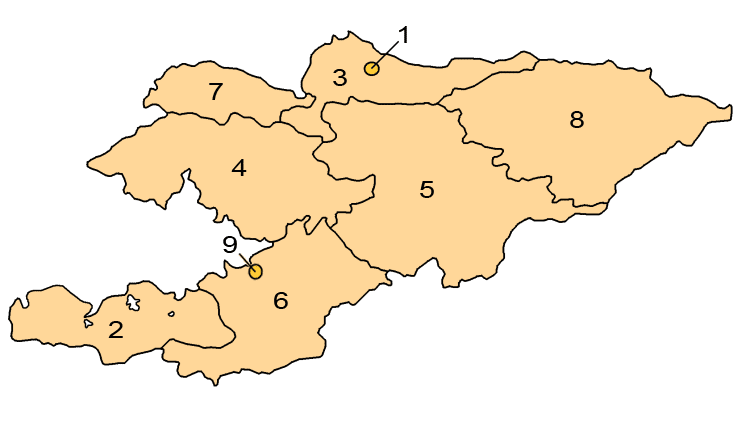

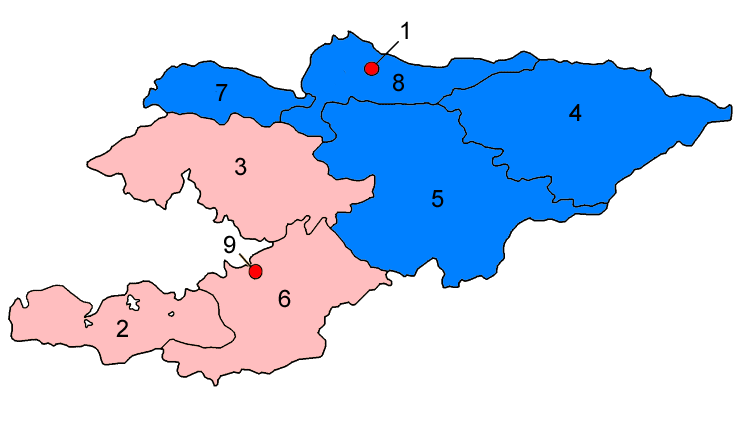

Северный Кыргызстан — один из двух экономико-географических регионов Кыргызстана, отличающийся от Южного Кыргызстана более высоким уровнем урбанизации, индустриализации, экономико-социальным развитием и значительной долей русского и русскоязычного населения, которое до 1990 года там преобладало абсолютно и относительно. По традиции в состав Северного Кыргызстана ещё со времён Российской империи и СССР включают следующие регионы на севере страны:
- Чуйская область
- город Бишкек
- Иссык-Кульская область

Две другие области: Таласская область и Нарынская область иногда включаются в состав северного Кыргызстана по географическому признаку, а также из-за того, что проживающие там киргизы обычно причисляют себя к северным кланам, однако согласно большинству показателей эти регионы в настоящее время скорее относятся к югу Кыргызстана, особенно Нарынская область. В Северном Кыргызстане более высокая плотность населения.

## История
Из-за прохождения торговых путей, на этой территории ещё в древности были основаны города, а так как эта территория является плодородной, то здесь стали заниматься земледелием. Немногие из основанных в древности городов сохранились, большая часть была уничтожена, однако городища Буранинское, Ак-Бешимское и Краснореченское на данный момент существуют. В советское время разница в социально-экономическом развитии и демографических тенденциях двух регионов страны достигла значительных масштабов. Так, индустриализация и урбанизация на севере носила более интенсивный характер. Более равнинные северные регионы также были заселены русскими, украинцами, немцами и др., имеющими более высокую профессиональную подготовку и более стабильную демографическую структуру (умеренный естественный прирост, высокую долю работоспособного населения и т. д.) Также, тот факт что на севере страны располагалась её столица — город Бишкек, привёл к тому, что основную власть в своих руках сосредоточили киргизы северных кланов и в первую очередь родственники клана Акаева. Население южных регионов — южные кланы киргизов, а также все узбеки оказались практически полностью исключены из политических процессов страны. Во многом это и привело к началу революции тюльпанов в стране, которая привела к хаосу на севере страны, промышленность и экономика постепенно приходит в упадок, наблюдается интенсивная деиндустриализация, дезурбанизация, эмиграция в РФ, Германию и Казахстан и т. д.

## Ландшафт
Северный Кыргызстан включает в себя Чуйскую, Чон-Кеминскую и Кичи-Кеминскую долины, вместе со склонами Кыргызского, Заилийского и Кунгей Ала-Тоо хребтов. Наиболее обширная из всех — Чуйская долина, находящаяся на левобережье реки Чу на высоте от 550 до 1300 метров от уровня моря. Климат - сухой и континентальный, с жарким летом и зимой, характеризующейся умеренным холодом. Несмотря на то, что Чу — весьма крупная для Средней Азии река, равнина ее маловодна. Поэтому здесь построена разветвленная сеть ирригационных сооружений, включающая в себя Большой Чуйский канал и менее крупные — Боролдойский и Краснореченский. Среднегорный пояс Кыргызского хребта изрезан ущельями горных рек. Среди них Кара-Балта, Ак-Суу, Сокулук, Ала-Арча, Аламедин, Иссык-Ата, Кегеты. У подножий хребтов и гор находятся родники. В предгорной части около города Бишкек находится гряда холмов, наиболее высокие из которых — Беш-Кунгей (1150 м) и Шоро-Башат (1750 м). Между холмами и среднегорьями располагается Байтикская впадина шириной до шести километров и 30 километров длиной. Климат предгорий менее континентальный: лето прохладнее, зима мягче. В горах с увеличением высоты наблюдается постепенное понижение температуры воздуха, повышается количество осадков. Здесь располагются водопады, а так же небольшие озера завального и моренного происхождения, источники минеральных вод. Еще выше — 480 ледников, самые крупные из которых находятся в центральной части хребта между верховьями рек Ала-Арча и Аламедин. Это так называемый Аксайский горный узел Ала-Арчинского отрога хребта. В Северном Кыргызстане вы можете встретиться со многими типами ландшафтов: полупустынными, степными, лесо-луго-степными, альпийскими и субальпийскими, тундровыми и гляциально-нивальными. Полупустыня сохранилась в первозданном виде лишь на небольших территориях наиболее низких участков Чуйской долины — не выше 1000 метров от уровня моря. В зоне полупустыни располагаются почти все населенные пункты региона, в том числе и столица республики. Степные ландшафты располагаются в предгорьях и на низкогорьях склонов Кыргызского и Кунгей Ала-Too. Лето здесь прохладнее, больше выпадает осадков, снег в зимнее время лежит около трех месяцев.
В Северном Кыргызстане много солнечных дней. Мощный снежный покров, сохраняющийся весьма долго, благоприятствует развитию зимних видов туризма, помимо этого на севере Кыргызстана встречаются грибы и ягоды. Летом вдоль русел горных рек иногда проходят селевые потоки, а зимой и весной в отдельных местах сходят лавины.
Альпийские и субальпийские ландшафты, расположенные на высоте 3000—3300 метров, характеризуются более суровыми климатическими условиями.
Тундровые ландшафты встречаются лишь на небольших участках в пригребневой зоне Кыргызского хребта на высоте около трех с половиной тысяч метров на крутых склонах. Выше отметки 3600 метров над уровнем моря начинается зона снегов и ледников.
На равнине водятся сурки и зайцы, дикие утки и фазаны. В долинных водоемах водится рыба. В горах, вплоть до альпийского пояса, встречаются волки, зайцы и лисицы. В лесо-луго-степной зоне водятся дикобразы, косули, кабаны, кеклики. Ближе к вечным снегам обитают горные козлы, снежные барсы, улары, каменные куницы.

## Туризм
Северный Кыргызстан разделён на следующие туристические зоны: Бишкек, Аламедин, Ала-Арча, Ак-Суу, Бурана, Иссык-Ата, Кара-Балта, Кегеты, Фазан, Чон-Кемин, Шамси. Зона Бишкека является образовательной, а также транспортно-распределительным узлом страны. Бурана — историко-культурная зона. Фазан — специализированная зона национальной охоты.